# Осма (река)
Осма (рус. Осьма) река је у европском делу Русије која протиче преко територије Смоленске области и лева је притока Дњепра (део басена Црног мора). Протиче преко територија Вјаземског и Дорогобушког рејона.
Извире у југозападним деловима Вјаземског побрђа (микроцелина Смоленског побрђа) на територији Вјаземског рејона код железничке станице Ждановка на линији Москва—Минск. Првобитно тече у смеру југозапада, а потом скреће ка северозападу и након 104 km тока улива се у Дњепар као лева притока источно од града Дорогобужа.
Укупна површина басена ове реке је 1.530 km². најважније притоке су Семљовка, Хица, Велика и Мала Кострја, Кореја и Рјасна.